# В саду у Микки
«В саду у Микки» (англ. Mickey’s Garden) — американский короткометражный анимационный фильм 1935 года с участием Микки Мауса и Плуто. Мультфильм был создан компанией Walt Disney Productions и выпущен United Artists. Этот фильм стал вторым мультфильмом о Микки Маусе, снятым в Техниколор, а также первым цветным мультфильмом с участием Плуто. Также он является первым цветным мультфильмом, где Микки говорит.

## Сюжет
Сад Микки наводнен насекомыми. Микки, в попытке избавиться от них, использует яд, но он в конце концов заканчивается, и насекомые могут продолжать есть. Микки возвращается и пытается сделать еще немного яда, изготовленного на заказ.
Насекомые возвращаются и продолжают есть всю пищу в саду. Микки возвращается и пытается отравить жуков, но насос заблокирован, и Микки пытается открыть его. В это же время Плуто преследует жука. В процессе он засовывает голову в тыкву. Он бегает по саду тыквой на голове и случайно натыкается на насос распылителя, в то время как Микки все еще пытается разблокировать его, и обливает его спреем..
Ошеломленный действием яда, Микки оказывается в воображаемом мире, где он и Плуто уменьшились, а жуки стали гигантами. Насекомые продолжают пить яд и становятся пьяными от него. Они начинают преследовать Микки и Плутон. В конечном итоге Плуто проглатывается светлячком, а Микки борется с червём.
В конце концов Микки просыпается и, к своей радости, обнаруживает, что червь, с которым он боролся, на самом деле был шлангом для поливки сада и что он все это время спал. Плуто удается вырваться из тыквы и случайно кинуть ее в Микки.

## Озвучивание
- Уолт Дисней — Микки Маус
- Пинто Колвиг — Плуто и кузнечик

## Создатели
- Режиссер: Уилфред Джексон.
- Продюсер: Уолт Дисней.
- Композитор: Ли Харлайн.
- Аниматоры: Арт Бэббит, Дик Хьюмер, Олли Джонстон и Frenchy de Tremaudan.

## Релиз
- США — 31 июля 1935
- Швеция — 6 апреля 1936
- Италия — 1937

### Телевидение
- «Клуб Микки Мауса»/The Mickey Mouse Club — 22 ноября 1955
- «The New Mickey Mouse Club» — 20 сентября 1977
- «Good Morning, Mickey!» — Эпизод #8
- «Mickey's Mouse Tracks» — Эпизод #3
- «Donald's Quack Attack» — Эпизод #59

### Домашнее видео

#### VHS
- «Walt Disney Cartoon Classics»
  - «Here’s Mickey!»

#### Laserdisc
- «Walt Disney Cartoon Classics»
  - «Here’s Mickey!»
  - «Here’s Pluto!»

#### DVD
- «Walt Disney Treasures»
  - «Mickey Mouse in Living Color»
- «Walt Disney's Classic Cartoon Favorites» — Volume 1
  - «Starring Mickey» —

## Название
- Оригинальное название — Mickey’s Garden
- Бразилия — O Jardim do Mickey
- Германия — Mickys Garten
- Испания — El jardín de Mickey
- Италия — Topolino giardiniere
- СССР (Русское название) — В саду у Микки
- Финляндия — Tässä tulee Mikki
- Франция — La jardin de Mickey
- Швеция — Musse Piggs trädgård

## Прочее
- У Микки есть только одна реплика в этом мультфильме, после того, как он просыпается от кошмара и его лижет Плуто.

### Издания
- 1988 — «60-й день рождения Мики»/Mickey’s 60th Birthday

### Отсылки
- (2013 — ?) — «Всё о Микки Маусе»/Mickey Mouse
  - 2019 — «My Little Garden» — В этом эпизоде, короткометражке отдается дань уважения.

### Участвует
- 1955 — «The Mickey Mouse Club: Episode #1.37» — Этот мультфильм, не считая титров, показан полностью.